# Најсеминде
Најсеминде (њем. Neißemünde) општина је у њемачкој савезној држави Бранденбург. Једно је од 38 општинских средишта округа Одер-Шпре. Према процјени из 2010. у општини је живјело 1.807 становника. Посједује регионалну шифру (AGS) 12067338.

## Географски и демографски подаци
Најсеминде се налази у савезној држави Бранденбург у округу Одер-Шпре. Општина се налази на надморској висини од 35 метара. Површина општине износи 41,9 km². У самом мјесту је, према процјени из 2010. године, живјело 1.807 становника. Просјечна густина становништва износи 43 становника/km².